# Condado de Velle

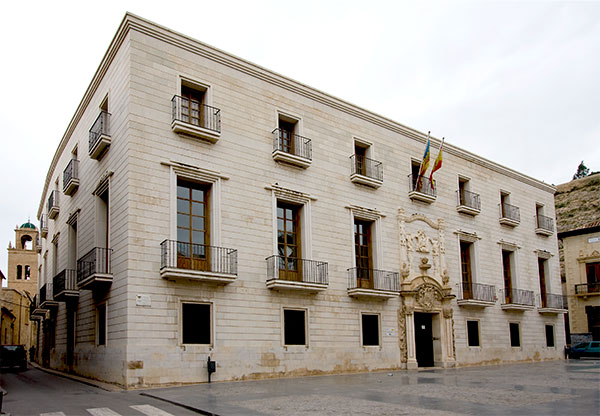
Palacio de los Condes de Velle, Duques de Pinohermoso, en Orihuela, (Alicante). Hoy Biblioteca pública y Archivo de Orihuela.

El condado de Velle es un título nobiliario español creado el 28 de febrero de 1850, por la reina de España Isabel II, a favor de Manuel Pérez-Seoane y Rivero, regente de la Real Audiencia de Manila y senador del Reino.
Su denominación, posiblemente, haga referencia a la localidad de Velle, a las afueras de Manila, en Filipinas.

## Condes de Velle
|                        | Titular                                    | Periodo                |
| Creación por Isabel II | Creación por Isabel II                     | Creación por Isabel II |
| ---------------------- | ------------------------------------------ | ---------------------- |
| I                      | Manuel Pérez-Seoane y Rivero               | 1850-1860              |
| II                     | Pablo Pérez-Seoane y Marín                 | 1860-1901              |
| III                    | Manuel Pérez-Seoane y Roca de Togores      | 1902-1929              |
| IV                     | Carlos Pérez-Seoane y Cullen               | 1929-1956              |
| V                      | Manuel Pérez-Seoane y Fernández Villaverde | 1956-1978              |
| VI                     | Carlos Pérez de Seoane y Álvarez de Toledo | 1978-actual titular    |

## Historia de los condes de Velle
- Manuel Pérez-Seoane y Rivero, I conde de Velle.[1]

Se casó con Josefa María Marín y San Martín. Le sucedió su hijo el 12 de marzo de 1860:
- Pablo Pérez-Seoane y Marín (1832-1901), II conde de Velle, senador del Reino, caballero de la Orden de Malta, Collar y Gran Cruz de la Orden de Carlos III, gentilhombre de cámara con ejercicio y servidumbre.[2][3]

Se casó el 29 de julio de 1862 con Enriqueta María Roca de Togores y Corradini, I duquesa de Pinohermoso, IV condesa de Pinohermoso, (elevado a ducado el 6 de junio de 1907, IX condesa de Villaleal. El 23 de julio de 1902 le sucedió su hijo:
- Manuel Pérez-Seoane y Roca de Togores (Madrid, 22 de octubre de 1866-1934), III conde de Velle, II duque de Pinohermoso y X conde de Villaleal,[3] gentilhombre grande de España con ejercicio y servidumbre del rey Alfonso XIII, caballero de la Orden de Malta y abogado.[3][2]

Contrajo matrimonio el 3 de julio de 1895 en Nueva York con Carolina Cullen y Montgomery. En 11 de novivembre de 1929 por cesión, le sucedió su hijo:
- Carlos Pérez-Seoane y Cullen (Roma, 3 de abril de 1896-1984), IV conde de Velle, III duque de Pinohermoso, XI conde de Villaleal,[2] gentilhombre de Cámara del Rey Alfonso XIII con ejercicio y servidumbre. Este señor fue un afamado rejoneador y criador de reses bravas en la década de los cincuenta del siglo XX. La actual ganadería «Aldeaquemada» es la sucesora de la suya, que se llamó «Duque de Pinohermoso».

Se casó con María del Carmen Fernández Villaverde y Roca de Togores, su tía tercera, hija de Raimundo Fernández Villaverde y García-Rivero y de Ángela Roca de Togores y Aguirre-Solarte, I marquesa de Pozo Rubio. En 2 de marzo de 1956 por cesión, le sucedió su hijo:
- Manuel Pérez-Seoane y Fernández-Villaverde, V conde de Velle.

Se casó con María Álvarez de Toledo y Urquijo, hija de Alonso Álvarez de Toledo y Cabeza de Vaca, XI marqués de Villanueva de Valdueza, XI vizconde de la Armería, y de María del Pilar Urquijo y Landecho. Le sucedió su hijo en 5 de diciembre de 1978.
- Carlos Pérez-Seoane y Álvarez de Toledo (n. en 1956), VI y actual conde de Velle,[4]  IV duque de Pinohermoso,[5] XII conde de Villaleal.[6]

Se casó en primeras nupcias con Gloria de Zunzunegui y Ruano y en segundas con Adriana Hoyos Vega.
Con sucesores:
- María Pérez-Seoane y de Zunzunegui (n. en 1982)
- Carlos Pérez-Seoane y de Zunzunegui (n. en 1984)
- Jaime Pérez-Seoane y de Zunzunegui (n. en 1986)